# Tsjadische Burgeroorlog (1965-1979)
De eerste Tsjadische Burgeroorlog was een burgeroorlog die begon in 1965/1966 met rellen en een opstand tegen de regering van de Tsjadische president François Tombalbaye, bekend vanwege zijn autoritarisme en zijn wantrouwen tegenover democratie, en eindigde in 1979.

## Precedenten
Reeds in januari 1962 had François Tombalbaye alle politieke partijen, behalve zijn eigen partij, de Parti Progressiste Tchadien (PPT), verboden en had hij alle macht in zijn eigen handen geconcentreerd. Zijn behandeling van tegenstanders, echt dan wel ingebeeld, was uiterst ruw en de gevangenissen werden gevuld met duizenden politieke gevangenen. Wat echter nog erger was, was de constante discriminatie van de centrale en noordelijke gebieden van Tsjaad, waardoor de zuidelijke Tsjadische administrateurs als arrogant en incompetent werden beschouwd.

## Begin van de oorlog
De rancune leidde uiteindelijk op 1 november 1965 tot een belastingopstand in de prefectuur Guéra, waarbij 500 doden vielen. In 1966 werd het Front de Libération Nationale du Tchad (FROLINAT) opgericht met als doel de zuidelijke dominantie militair te beëindigen en François Tombalbaye te verdrijven. Het was het begin van een bloedige burgeroorlog. François Tombalbaye vroeg en kreeg ondersteuning van Franse troepen. De Franse troepen waren enigszins succesvol, maar zij konden de opstand niet volledig onderdrukken. Gelukkiger was zijn keus om met de Fransen te breken en vriendschappelijke banden aan te knopen met de Libische leider Moammar al-Qadhafi, waardoor hij erin slaagde de opstandelingen af te snijden van hun belangrijkste bevoorradingsbron.
Maar terwijl hij succes begon te boeken tegen de opstandelingen, begon François Tombalbaye zich steeds irrationeler en brutaler te gedragen, waardoor zijn steun onder de zuidelijke elites, die alle sleutelposities in het leger, de ambtenarij en de regerende partij in handen hadden, begon af te brokkelen. Bijgevolg pleegden onderdelen van de gendarmerie op 13 april 1975 een staatsgreep, waarbij François Tombalbaye om het leven kwam.
Er werd een militaire raad in het leven geroepen en Félix Malloum werd tot president benoemd. De nog in kleinen getale aanwezige Franse militairen werden het land uitgezet en Félix Malloum wist na verloop van tijd vrede te sluiten met Hissène Habré, de leider van het Front de Libération Nationale du Tchad (FROLINAT). Op 29 augustus 1978 werd Hissène Habré premier van Tsjaad. Toen Félix Malloum eiste dat de soldaten van het Front de Libération Nationale du Tchad (FROLINAT) moesten integreren in het Tsjadische leger, weigerde Hissène Habré. In 1979 brak hij met Félix Malloum en de soldaten van het Front de Libération Nationale du Tchad (FROLINAT) wisten delen van de hoofdstad Ndjamena te bezetten. Dankzij bemiddeling van Soedan, Niger, Libië, Kameroen en Nigeria, sloten Hissène Habré en Félix Malloum opnieuw vrede. Beiden besloten af te treden en er kwam een Voorlopige Staatsraad, onder leiding van Goukouni Oueddei. Deze Voorlopige Staatsraad werd spoedig daarna vervangen door een Voorlopige Regering, de Gouvernement d'Union Nationale de Transition (GUNT), die gedomineerd werd door Hissène Habré, Mohammed Shawwa en Goukouni Oueddei.